# メテオール岬
座標: 南緯54度26分 東経3度29分 / 南緯54.433度 東経3.483度

ブーベ島の地図

メテオール岬（メテオールみさき、ノルウェー語: Kapp Meteor, 英語: Cape Meteor)は南大西洋に浮かぶノルウェー領ブーベ島東部にある岬である。名前はドイツの測量船「Meteor」に由来する。